# Thryssa baelama
Thryssa baelama es una especie de pez del género Thryssa, familia Engraulidae, orden Clupeiformes. Fue descrita científicamente por Forsskål en 1775.
Es una especie inofensiva para el ser humano y posee un escaso valor comercial.

## Descripción
La longitud estándar es de 16 centímetros.

## Distribución y hábitat
Se distribuye por el océano Índico, las costas de África Oriental hasta Madagascar y Mauricio, Sri Lanka y las islas Andamán. También en Indonesia, Filipinas, Papúa Nueva Guinea, las costas norte y este de Australia y hacia el este hasta Tonga. Habita en bahías, lagunas, puertos, estanques de manglares y estuarios donde puede alcanzar los 50 metros de profundidad.